# Jollas oklanderae
Espèce
Jollas oklanderae est une espèce d'araignées aranéomorphes de la famille des Salticidae.

## Distribution
Cette espèce est endémique de la province de Misiones en Argentine,. Elle se rencontre vers Candelaria

## Description
Le mâle holotype mesure 2,30 mm et la femelle paratype 2,39 mm.

## Systématique et taxinomie
Cette espèce a été décrite en 2024 par Julián Baigorria (d) et Gonzalo Rubio (d).

## Étymologie
Cette espèce est nommée en l'honneur de la biologiste argentine Luciana Inés Oklander (d).

## Publication originale
- (en) Julián E. Baigorria et Gonzalo D. Rubio, « Jollas oklanderae n. sp., a new beetle-like spider from northeast Argentina (Araneae: Salticidae: Sitticini) », Peckhamia, États-Unis, vol. 324, no 1,‎ 29 novembre 2024, p. 1-8 (ISSN 2161-8526, e-ISSN 1944-8120, lire en ligne, consulté le 2 janvier 2025).